# Anomaloglossus praderioi
Anomaloglossus praderioi е вид жаба от семейство Aromobatidae.

## Разпространение
Видът е разпространен във Венецуела.